# Tirolia (personificación)

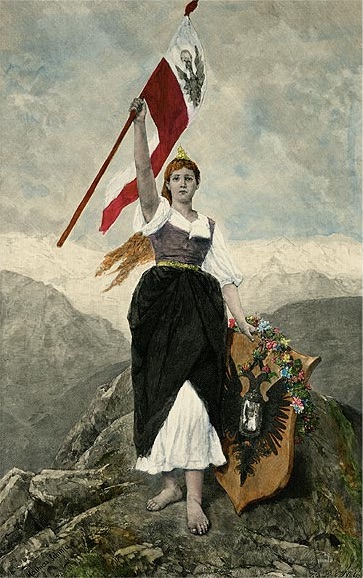
Tyrolia. Xilografía a color de Mathias Schmid, 1890.

Tirolia es la personificación nacional del Tirol. Las primeras representaciones se pueden encontrar ya en el período barroco , pero no fue hasta el siglo XIX que se generalizaron, particularmente para enfatizar el deseo de libertad que se produjo durante el levantamiento tirolés en 1809. Una escultura de yeso del escultor Josef Alois Dialer de alrededor de 1830 muestra a una Tirolia alada con el escudo tirolés a sus pies y con una Stutzen (un arma de fuego) y una maza como símbolos de la lucha por la libertad. Un diseño de Johann Nepomuk Schaller para la tumba de Andreas Hofer la mostraba descansando sobre un sarcófago, coronado por Tirolia y el arcángel San Miguel. Un centro de mesa de Isidor Carl Klinkosch muestra a Tirolia con una corona mural, coronada por Andreas Hofer con una corona de laurel.

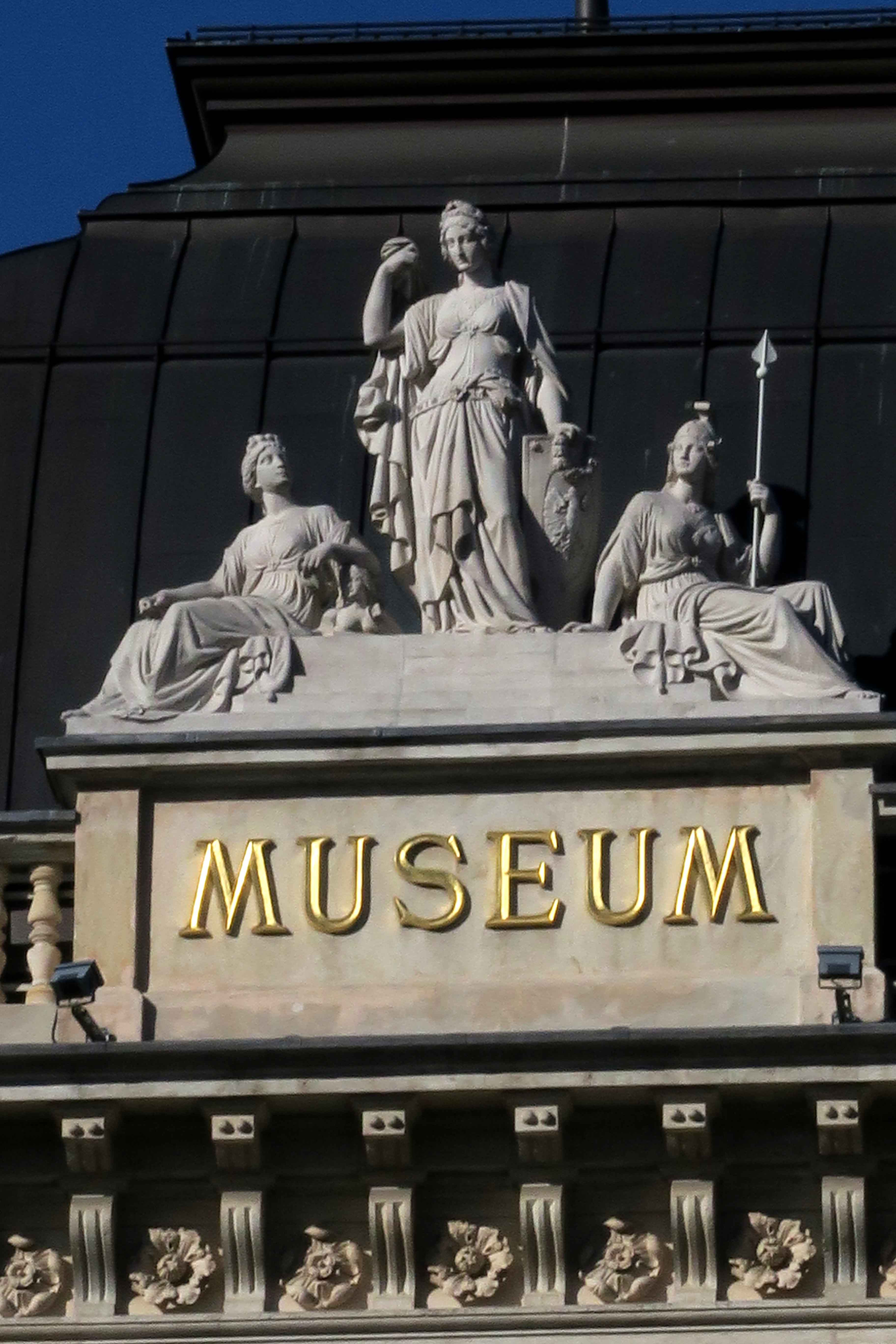
Estatua de Tirolia rematando el frontón del Museo Estatal del Tirol.

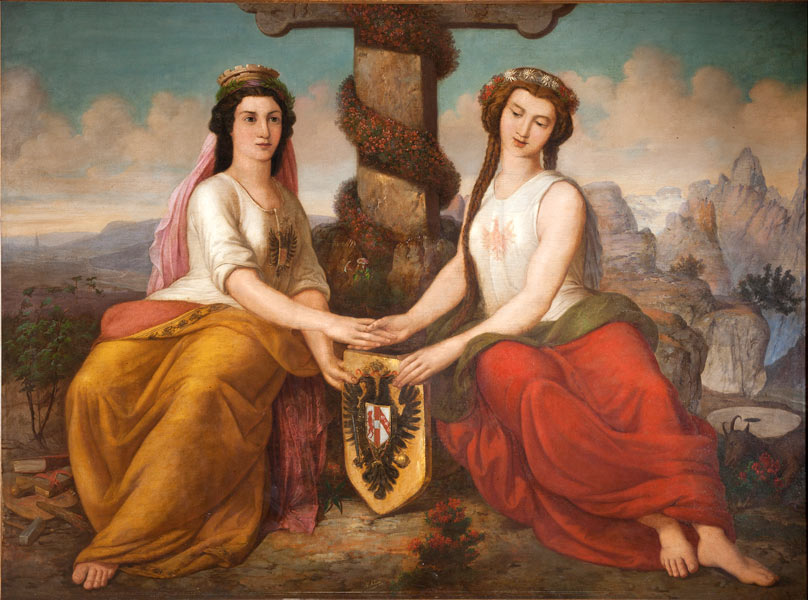
Austria und Tyrolia, Pintura de Mathias Schmid, 1863.

El Museo Estatal del Tirol o Ferdinandeum fue fundado en 1823. La fachada del edificio, construida entre 1842-1845 y ampliada en 1882-1884, está coronada por una estatua de Tirolia de 3 metros de altura, sostenida sobre un escudo con el águila tirolesa y flanqueada por Minerva a la izquierda y la Alegoría de las Artes a la derecha. El grupo escultórico, diseñado por Joseph Gasser von Valhorn y ejecutado por Antonio Spagnoli, fue erigido en 1889.
Si bien a menudo se la representaba en una forma un tanto anticuada, Mathias Schmid pintó a Tirolia en 1890 como a una mujer joven vestida con un traje típico sosteniendo una bandera en alto. Ya en 1863, con motivo del 500 aniversario de la unificación del Tirol con Austria, Schmid pintó el cuadro Austria y Tirolia para el "Deutsche Kaffeehaus" de Innsbruck. Muestra dos figuras femeninas, a la izquierda Austria coronada y el águila bicéfala en el pecho, a la derecha Tirolia con una corona de Edelweiss en la cabeza, que se dan la mano sobre el escudo con el águila bicéfala de los Habsburgo.